# بيت القرية (شرس)

تعديل مصدري - تعديل

بيت القرية هي إحدى قرى عزلة بيت قدم بمديرية شرس التابعة لمحافظة حجة، بلغ تعداد سكانها 156 نسمة حسب تعداد اليمن لعام 2004.